# Filip Salač
Filip Salač (* 12. prosince 2001 Mladá Boleslav) je český motocyklový závodník účinkující v seriálu MotoGP za tým Elf Marc VDS v kategorii Moto2. Závodí s číslem 12.
Od roku 2016 se zúčastnil mistrovství světa FIM CEV Moto3 juniorů, v roce 2018 debutoval na Masarykově okruhu na motocyklové Grand Prix ČR.
Rodák z Mladé Boleslavi poprvé usedl na motocykl ve třech letech. V závodění ho i trenérsky podporoval jeho otec. Výrazně na sebe upozornil v letech 2016–2018 v Red Bull Rookies Cupu a na juniorských MS. Poprvé startoval na MS na divokou kartu v srpnu 2018 na Velké ceně České republiky. V září téhož roku podepsal smlouvu s týmem Redox Prüstel GP, kde tehdy působil Jakub Kornfeil. Na své premiérové Velké ceně v Kataru Salač skončil v březnu 2019 na 21. místě. V premiérové sezoně v MS nakonec skončil celkově třiadvacátý. Nejlepší výsledek si připsal na závěr šampionátu ve Valencii, kde skončil pátý, což byl do května roku 2021 jeho nejlepší výsledek. V roce 2021 se stal devátým Čechem na pódiu v historii mistrovství světa a prvním od Jakuba Kornfeila, jenž dojel třetí předloni v červnu ve Velké ceně Nizozemska. Jeho letošním dosavadním maximem bylo 12. místo na Velké ceně Španělska.
V květnu 2021 dosáhl na své dosavadní maximum, kdy si ve Francii dojel pro 2. místo. Dosavadní maximum dorovnal v roce 2022, kdy skončil ve VC Thajska ve velmi těžkých podmínkách na 2. místě.

## Kariéra

### Juniorská kariéra
Salač poprvé závodil na mezinárodní úrovni v Red Bull MotoGP Rookies Cup v roce 2016, kde získal 75 bodů a skončil na celkovém devátém místě. V roce 2016 se také zúčastnil čtyř závodů v FIM CEV Moto3 Junior World Championship, kde získal 1 bod v závodě v Portimãu.
V roce 2017 Salač pokračoval ve stejných šampionátech, kde v FIM CEV Moto3 Junior World Championship získal celkem 12 bodů a skončil na 27. místě a v Red Bull MotoGP Rookies Cup skončil 5x v top 6, včetně jednoho 2. místa v Jerezu. V celkové klasifikaci byl 13.
V roce 2018 Salač vylepšil své předchozí výsledky v obou kategoriích, v FIM CEV Moto3 Junior World Championship se na bodovaných pozicích umístil celkem 8x a s celkovým počtem 52 bodů skončil na 11. místě. V Red Bull MotoGP Rookies Cup získal 5x pódium (2x druhé místo a 3x třetí místo). Sezónu zakončil na 4. místě s celkovým počtem 151 bodů

### Moto3

#### Redox Prustel GP (2019)
První kompletní sezónu Salač zahájil v roce 2019 s týmem Prustel, kde byl jeho týmovým kolegou Jakub Kornfeil.
Na bodované pozice se dostal celkem 7x, jeho nejlepší pozice byla 5. místo ve Valencii a 9. místo v Rimini. Sezónu ukončil na 23. místě s 32 body.

#### Rivacold Snipers Team (2020-2021)
Na začátku roku 2020 Salač přestoupil do týmu Rivacold Snipers, kde měl podobné výsledky jako v předchozím roce. Body získal v 6 závodech, nejlépe se umístil v Qataru, a to na 8. místě. V celkovém hodnocení obsadil 21. příčku s 30 body.
V roce 2021 Salač pokračoval s týmem Rivacold Snipers a získal také první podium ve Francouzském Le Mans, kde obsadil 2. místo. O měsíc později získal svou první pole position na Německém Saschenringu, závod však kvůli technickým problémům s jeho motocyklem nedokončil. Salač a tým Rivacold Snipers se poté rozhodli ukončit svou spolupráci a Salač přestoupil zpět k týmu Prustel GP. V týmu Rivacold Snipers ho nahradil Alberto Surra.

#### CarXpert Prüstel GP (2021)
V týmu Prustel GP se uvolnilo místo po tragickém úmrtí Jasona Dupasquiera v Itálii, a Salač se rozhodl s týmem podepsat smlouvu na zbývajících 9 závodu. V prvních třech závodech se umístil na bodovaných pozicích, v dalších třech se vyboural a sezónu zakončil dobrým výsledkem dvou 10. míst v Misanu a Portimau.
Po nehodě v Americkém Texasu, kdy Salač spadl ve vysoké rychlosti během závodu, byl transportován vrtulníkem do nemocnice. Neutrpěl žádná vážná zranění.
V posledním závodě sezóny se umístil na 4. místě a sezónu ukončil na celkovém 16. místě se 71 body.

### Moto2 World Championship (2022-)

#### Gresini Racing (2022-2023)
V Září 2021 oznámil tým Gresini Racing Filipa Salače jako nového jezdce jejich Moto2 týmu.
Sezóna 2022 začala pro Salače obtížně, když dva z prvních tří závodů nedojel. Na bodovaných pozicích se umístil celkem 10x a v náročném závodě v Thajsku se mu podařilo zajet i 2. místo. Salač během sezóny několikrát hovořil o těžkých momentech a vysokém psychickém nátlaku, díky kterému chyboval. Sezónu dokončil na 20. místě se 45 body.

##### 2023
Sezóna 2023 začala pro Filipa velice pozitivně. V prvních pěti závodech se pokaždé umístil v Top 10, a opětovně dosáhl i na druhé místo ve Francouzském Le Mans.

#### Elf Marc VDS Racing Team (2024-)
Pro sezonu 2024 se Salač připojil k týmu Elf Marc VDS Racing Team. V sezoně 2024 získal 73 bodů a celkově skončil na 16. místě. Několikrát dojel v nejlepší desítce a Japonsku na okruhu Motegi se dokonce podíval na podium, když dokončil třetí.

## Výsledky

### Red Bull MotoGP Rookies Cup
(Tlusté označení znamená pole position; kurzíva znamená nejrychlejší kolo)
(legenda)
| Rok  | 1       | 2        | 3      | 4      | 5       | 6      | 7        | 8        | 9        | 10      | 11       | 12     | 13     | Místo | Body |
| ---- | ------- | -------- | ------ | ------ | ------- | ------ | -------- | -------- | -------- | ------- | -------- | ------ | ------ | ----- | ---- |
| 2016 | JER1 15 | JER2 Ret | ASS1 9 | ASS2 6 | SAC1 10 | SAC2 8 | RBR1 11  | RBR2 10  | BRN1 Ret | BRN2 11 | MIS 11   | ARA1 5 | ARA2 5 | 9.    | 75   |
| 2017 | JER1 4  | JER2 2   | ASS1   | ASS2   | SAC1    | SAC2   | BRN1 Ret | BRN2 DNS | RBR1     | RBR2    | MIS 5    | ARA1 6 | ARA2 5 | 13.   | 65   |
| 2018 | JER1 3  | JER2 4   | MUG 10 | ASS1 5 | ASS2 2  | SAC1 4 | SAC2 3   | RBR1 5   | RBR2 3   | MIS 2   | ARA1 Ret | ARA2 7 |        | 4.    | 151  |

### FIM CEV Moto3 Junior World Championship
(Tlusté označení znamená pole position; kurzíva znamená nejrychlejší kolo)
(legenda)
| Rok  | Výrobce | 1       | 2      | 3        | 4        | 5       | 6       | 7       | 8       | 9       | 10     | 11       | 12       | Místo | Body |
| ---- | ------- | ------- | ------ | -------- | -------- | ------- | ------- | ------- | ------- | ------- | ------ | -------- | -------- | ----- | ---- |
| 2016 | KTM     | VAL1    | VAL2   | LMS      | ARA      | CAT1    | CAT2    | ALB Ret | ALG 15  | JER1    | JER2   | VAL1 20  | VAL2 21  | 37.   | 1    |
| 2017 | KTM     | ALB Ret | LMS 11 | CAT1 DNS | CAT2 DNS | VAL1    | VAL2    | EST     | JER1 19 | JER2 13 | ARA 12 | VAL1 DNQ | VAL2 DNQ | 27.   | 12   |
| 2018 | KTM     | EST 8   | VAL1 9 | VAL2 Ret | LMS 18   | CAT1 22 | CAT2 16 | ARA 9   | JER1 9  | JER2 8  | ALB 10 | VAL1 8   | VAL2 15  | 11.   | 52   |

### Mistrovství světa motocyklů

#### Dle sezóny
| Sezóna | Třída  | Výrobce | Tým                                 | Závody | Vítězství | Pódia | Pole | Nejrychlejší kolo | Body | Místo |
| ------ | ------ | ------- | ----------------------------------- | ------ | --------- | ----- | ---- | ----------------- | ---- | ----- |
| 2018   | Moto3  | KTM     | Cuna de Campeones Czech Talent Team | 1      | 0         | 0     | 0    | 0                 | 0    | 44.   |
| 2019   | Moto3  | KTM     | Redox PrüstelGP                     | 19     | 0         | 0     | 0    | 0                 | 32   | 23.   |
| 2020   | Moto3  | Honda   | Rivacold Snipers Team               | 13     | 0         | 0     | 0    | 0                 | 30   | 21.   |
| 2021   | Moto3  | Honda   | Rivacold Snipers Team               | 8      | 0         | 1     | 1    | 0                 | 48   | 16.   |
| 2021   | Moto3  | KTM     | CarXpert Prüstel GP                 | 9      | 0         | 0     | 0    | 0                 | 23   | 16.   |
| 2022   | Moto2  | Kalex   | Gresini Racing Moto2                | 20     | 0         | 1     | 0    | 0                 | 45   | 20.   |
| 2023   | Moto2  | Kalex   | QJmotor Gresini Racing Moto2        | 20     | 0         | 1     | 1    | 0                 | 110  | 11.   |
| 2024   | Moto2  | Kalex   | Elf Marc VDS Racing Team            | 17     | 0         | 1     | 0    | 0                 | 73   | 16.   |
| Celkem | Celkem | Celkem  | Celkem                              | 107    | 0         | 4     | 2    | 0                 | 361  |       |

#### Dle třídy
| Třída  | Sezóna     | První závody        | První pódium  | Závody | Vítězství | Pódia | Pole | Nejrychlejší kola | Body |
| ------ | ---------- | ------------------- | ------------- | ------ | --------- | ----- | ---- | ----------------- | ---- |
| Moto3  | 2018–2021  | 2018 Czech Republic | 2021 France   | 50     | 0         | 1     | 1    | 0                 | 133  |
| Moto2  | 2022–dosud | 2022 Qatar          | 2022 Thailand | 57     | 0         | 3     | 1    | 0                 | 228  |
| Celkem | 2018–dosud | 2018–dosud          | 2018–dosud    | 107    | 0         | 4     | 2    | 0                 | 361  |

#### Dle roku
(Tlusté označení znamená pole position; kurzíva znamená nejrychlejší kolo)
(legenda)
| Rok  | Třída | Výrobce | 1       | 2       | 3       | 4       | 5       | 6      | 7       | 8       | 9       | 10      | 11      | 12     | 13      | 14      | 15      | 16      | 17      | 18      | 19      | 20     |  | Místo | Body |
| ---- | ----- | ------- | ------- | ------- | ------- | ------- | ------- | ------ | ------- | ------- | ------- | ------- | ------- | ------ | ------- | ------- | ------- | ------- | ------- | ------- | ------- | ------ |  | ----- | ---- |
| 2018 | Moto3 | KTM     | QAT     | ARG     | AME     | SPA     | FRA     | ITA    | CAT     | NED     | GER     | CZE 24  | AUT     | GBR    | RSM     | ARA     | THA     | JPN     | AUS     | MAL     | VAL     |        |  | 44.   | 0    |
| 2019 | Moto3 | KTM     | QAT 21  | ARG 25  | AME 20  | SPA Ret | FRA 15  | ITA 20 | CAT Ret | NED 14  | GER 13  | CZE Ret | AUT 19  | GBR 21 | RSM 9   | ARA 18  | THA 11  | JPN 22  | AUS Ret | MAL 13  | VAL 5   |        |  | 23.   | 32   |
| 2020 | Moto3 | Honda   | QAT 8   | SPA Ret | ANC Ret | CZE 25  | AUT Ret | STY 12 | RSM 20  | EMI 16  | CAT 12  | FRA 12  | ARA 16  | TER 13 | EUR 9   | VAL DNS | POR     |         |         |         |         |        |  | 21.   | 30   |
| 2021 | Moto3 | Honda   | QAT 13  | DOH Ret | POR 13  | SPA 12  | FRA 2   | ITA 11 | CAT Ret | GER Ret | NED     |         |         |        |         |         |         |         |         |         |         |        |  | 16.   | 71   |
| 2021 | Moto3 | KTM     |         |         |         |         |         |        |         |         |         | STY 11  | AUT 12  | GBR 14 | ARA Ret | RSM Ret | AME Ret | EMI 10  | ALR 10  | VAL 4   |         |        |  | 16.   | 71   |
| 2022 | Moto2 | Kalex   | QAT Ret | INA 21  | ARG Ret | AME 14  | POR 14  | SPA 21 | FRA 15  | ITA 13  | CAT Ret | GER Ret | NED 10  | GBR 9  | AUT Ret | RSM Ret | ARA 17  | JPN 10  | THA 2   | AUS Ret | MAL 11  | VAL 13 |  | 20.   | 45   |
| 2023 | Moto2 | Kalex   | POR 4   | ARG 7   | AME 5   | SPA 9   | FRA 2   | ITA 7  | GER 13  | NED Ret | GBR 13  | AUT 7   | CAT Ret | RSM 9  | IND 10  | JPN 5   | INA Ret | AUS Ret | THA 17  | MAL 14  | QAT DNS | VAL 17 |  | 11.   | 110  |
| 2024 | Moto2 | Kalex   | QAT 21  | POR     | AME 15  | SPA 11  | FRA 12  | CAT 12 | ITA Ret | NED DNS | GER     | GBR Ret | AUT 10  | ARA 11 | RSM 7   | EMI 10  | INA 15  | JPN 3   | AUS 14  | THA 14  | MAL 15  | SLD 5  |  | 16.   | 73   |

# - Uděleny poloviční body, jelikož se odjelo méně než 2/3 závodu, ale alespoň 3 celá kola byla dokončena.
* sezóna právě probíhá